# Tharpyna munda
Tharpyna munda är en spindelart som beskrevs av Ludwig Carl Christian Koch 1875. Tharpyna munda ingår i släktet Tharpyna och familjen krabbspindlar. Inga underarter finns listade i Catalogue of Life.